# Сукута
Сукута — город в Гамбии. Располагается в Западном округе в районе Северный Комбо.

## Население
В городе в 1993 году проживало около 16 тыс. жителей, а по данным на 2013 год - уже 31 674 человека.

## Инфраструктура
В городе преобладает пищевая и текстильная промышленность. Здесь находится штаб-квартира гамбийской нефтехимической компании, чьё девятиэтажное здание, обозначенное на картах как «гамбийский нефтяной дом», является самым высоким «нормальным» зданием во всей Гамбии.
Город также известен своим кемпингом.

## Известные уроженцы города
- Фабакари Чам (ум. 2002) - гамбийский политик
- Амаду Колли (род. 1962) - экономист
- Ламин Джоб (1967-2021) - гамбийский политик, дипломат, министр торговли Гамбии.[1]